# 萨米 (地区)
薩米，又称为拉普兰（瑞典語：Lappland），是指北欧原住民薩米人傳統居住的文化區。萨米地区位于芬诺斯坎底亚北部，包括科拉半岛一带以及斯堪的那维亚半岛北部，分属挪威、瑞典及芬蘭北部和俄羅斯科拉半島北部，领域北至巴伦支海，西至挪威海，东至白海。
虽然称为萨米地区，但原住民萨米人在这一地区内的大部分区域仍然是少数族群，只在部分地区占人口中的相对多数。除萨米人外，这一地区还生活着俄罗斯人、瑞典人、挪威人，以及芬兰人。目前没有主张萨米地区独立建国的政治组织，但部分组织主张提升当地的自主权和自决权。

## 词源
萨米一词是当地萨米人的自称，一种说法认为，萨米与代表芬兰的“Suomi”语言学上有同源性，都源于波罗的语族中的词语“žēmē”（意为土地）。萨米地区在瑞典过去亦被称为拉普兰。部分观点认为，“Lapp”源于瑞典语词“Lapp”，意为补丁，因为萨米人的衣服上通常带补丁。亦有观点认为“Lapp”源于瑞典语词“löpa”，意为奔跑。

## 自然地理

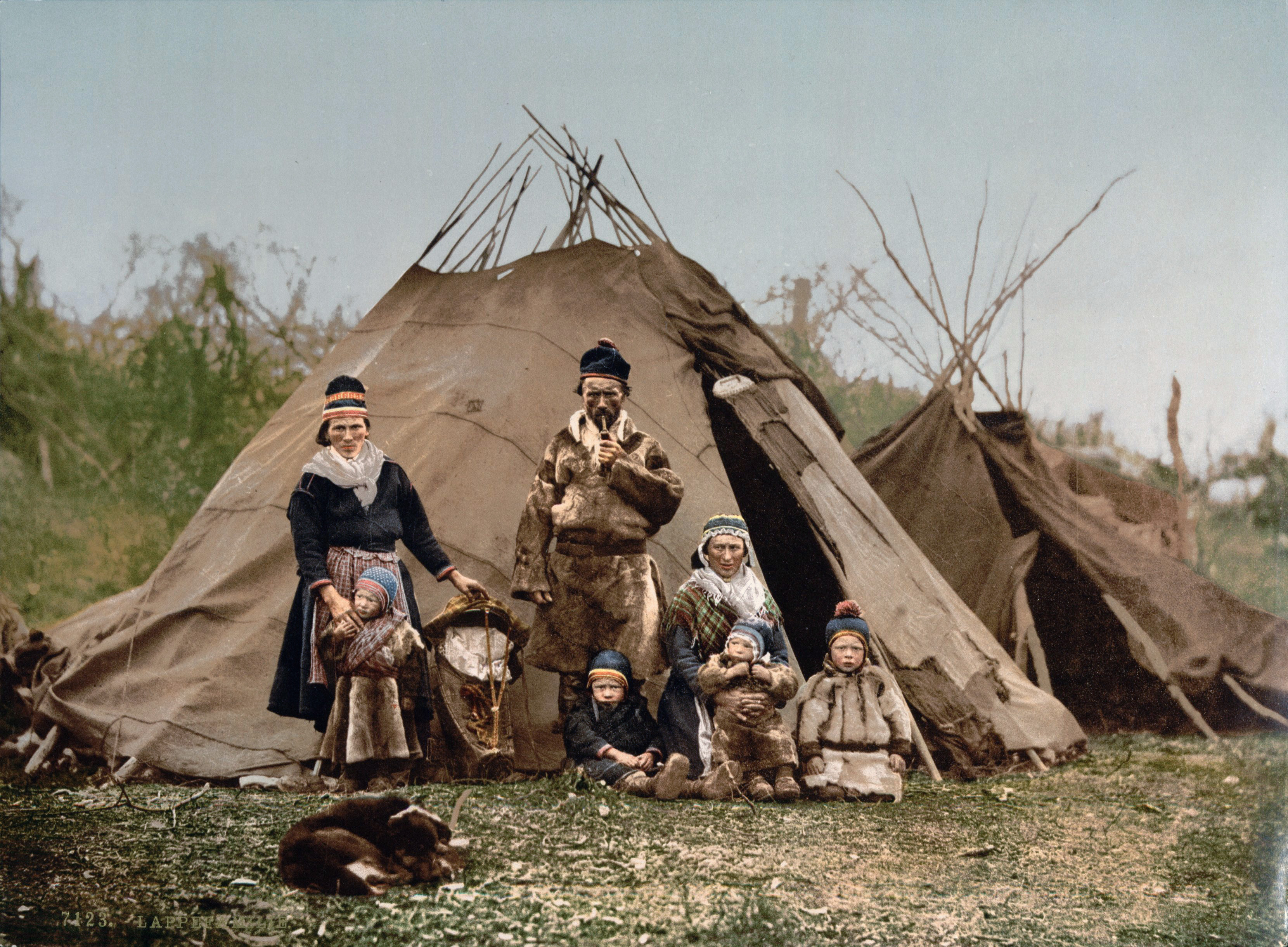
一个传统萨米人家庭，摄于1900年

萨米地区位于欧洲西北部，气候寒冷。萨米地区冬季漫长且多雪，冬季平均气温为零下12°C，有记录以来的最低气温是-51°C。萨米地区夏季短暂、凉爽，平均气温仅为14°C。为了适应这样的气候，当地的植物普遍趁夏季温度稍高、入冬前的时间快速生长。动物则是在夏季过量进食以积攒御寒的皮下脂肪。萨米地区北部有极昼与极夜的现象。
为了适应当地的极端气候，萨米地区的萨米人传统上过游牧生活，不会在同一地点居住太久。他们的生活依赖驯鹿。驯鹿不仅能为萨米人提供食物和毛皮，还是萨米人在冬天用于拉动雪橇的牲口。切尔诺贝利核事故产生的放射性废物对萨米地区的环境造成了一定影响。1986年的屠宰季，萨米地区80%的驯鹿肉中都检出了超标的放射性物质。直到今天过传统游牧生活的萨米人仍然面临罹患癌症风险升高的风险。

## 人口组成
萨米地区的萨米人在该地区仍然属于少数族群，萨米人只在萨米地区内的部分地区人口上占多数。除萨米人外，萨米地区还生活着俄罗斯人、瑞典人、挪威人，以及芬兰人。萨米地区的萨米人人口大约在50,000-100,000之间。因为缺乏系统的调查，很难估计萨米地区的精确人口。一份2011年的文献称，萨米地区的萨米人总共有大约6.5-8万人，其中俄罗斯境内有大约2,000人、挪威境内有大约40,000-50,000人、瑞典境内有大约15,000-20,000人，芬兰境内有大约7,000-8,000人。在萨米人中，经济状况最差的是生活在俄罗斯境内的科拉半岛地区的萨米人，最贫困的萨米人大都来自这一地区。

## 語言

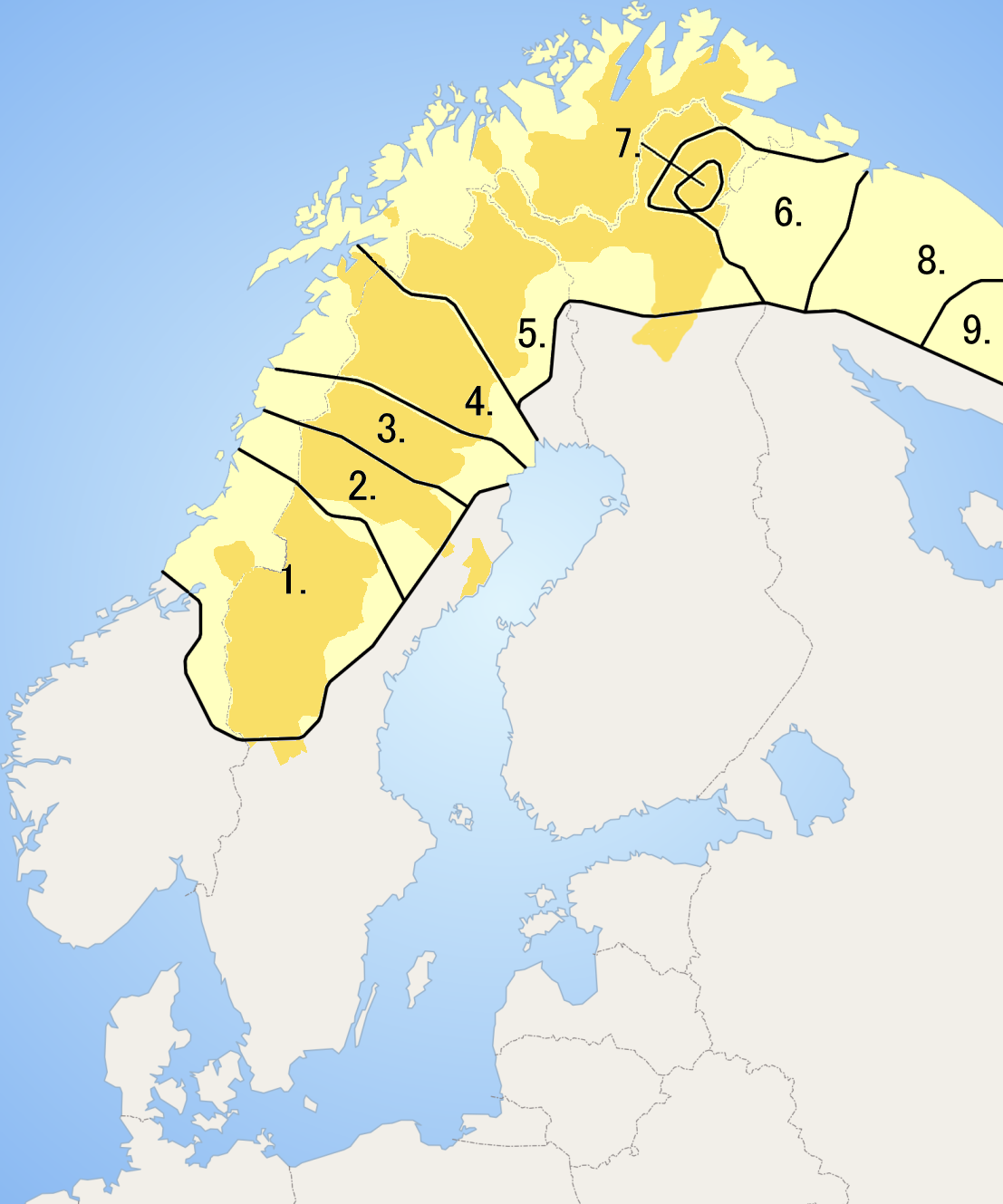
薩米語地圖
(數字註釋見“語言”章節)

薩米語是該地區的主要少數民族語言。薩米語屬於烏拉爾語系，與芬蘭語支關係密切。多數薩米語之間並不能互通，但是歷史上，各薩米語言曾組成過方言連續體，不過由於不少薩米語成爲瀕危語言，因此該連續體因此被破壞。
右圖爲薩米語地圖（深色區域表示薩米語爲官方語言的市鎮）：1爲南薩米語，2爲于默萨米语，3爲皮特薩米語，4爲呂勒薩米語，5爲北萨米语，6爲斯科爾特薩米語，7爲伊納里薩米語，8爲基爾丁薩米語，9爲特爾薩米語。各薩米語中，北薩米語發展最好，而于默薩米語、皮特薩米語以及特爾薩米語則瀕臨滅絕。凱米薩米語已經消亡。

### 東斯拉夫語言
該地區最使用人數最多的語言爲屬東斯拉夫語族的俄語。俄語在俄羅斯境內的薩米地區有主導地位，同時亦爲其他薩米地區內新移民的語言。早期地區的北部曾通行一種名爲挪威俄语的皮钦语，融合了俄語、挪威語、北薩米語以及克文语。在俄羅斯一側，亦有一些薩米人講白俄罗斯语以及乌克兰语。

### 北日耳曼語言
挪威及瑞典擁有最大面積的薩米地區，包括整個南部以及大部分的中部。科拉半岛上曾經有操挪威語的少數民族。北日耳曼語支下的語言互通相當高，遠遠高於北薩米語及南薩米語間。薩米地區北部及中部的挪威語與書面挪威語的差異較大。中部地區通行的薩米語吸收了部分北日耳曼語的特點，例如詞首音節的重音。但在挪威及瑞典的內陸地區及極北部分，薩米人使用的挪威語及瑞典語則比較接近書面標準語，但烏拉克口音濃重。

### 芬蘭語支
芬蘭語通行於薩米地區在芬蘭、瑞典（梅安語）以及挪威（克文語）一側的地域。科拉半岛上亦曾經有操芬蘭語的少數民族。與北日耳曼語言一樣，芬蘭語支下的語言互通程度亦相當高。

## 政治

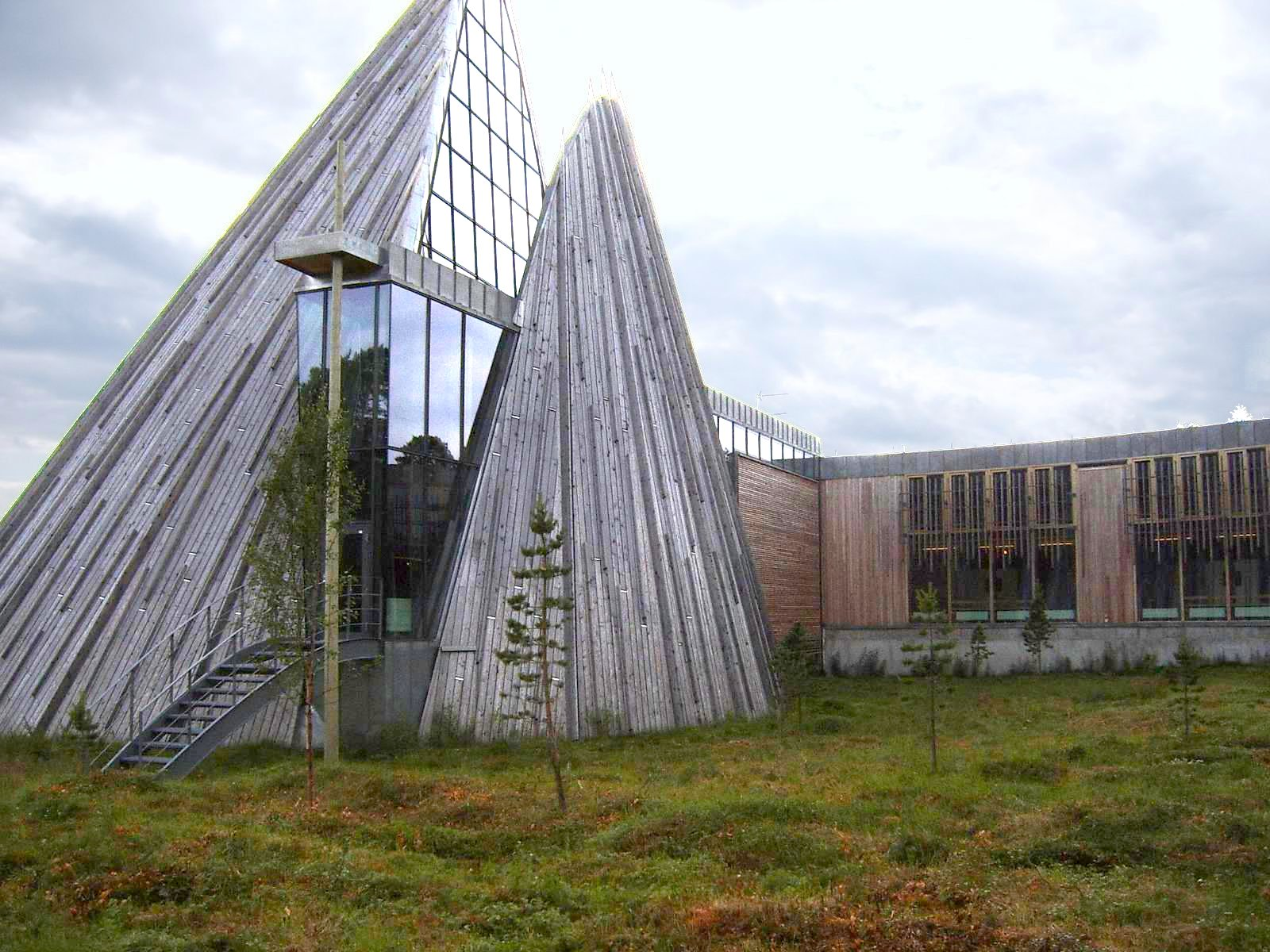
挪威的萨米议会

### 薩米議會
第一届萨米会议于1953年在瑞典召开，是萨米地区的萨米人跨国合作的开端。挪威、瑞典、芬兰分别在1989年、1993年，以及1996年设立萨米议会。萨米议会的议员通过选举选出，主要任务是对萨米文化进行保护和发扬。虽然萨米议会没有很强的政治权利，但萨米议会的设立释放出挪威、瑞典，以及芬兰的政府愿意听取萨米人意见的信号。萨米地区来自不同国家的萨米人也在加强经济上的合作。
俄羅斯目前尚未建立薩米議會。該國的薩米人事宜由俄羅斯北方土著人民協會所管理。2008年12月4日，第一屆俄羅斯薩米會議召開，會議決定將建立由俄羅斯薩米人選舉而出的俄羅斯薩米議會。

### 挪威
芬馬克郡 95% 的土地（46,000平方公里）由芬馬克地產公司管理。地產公司的董事會分別由挪威薩米會議以及芬馬克郡委員會選出。
特羅姆斯郡位于芬马克郡西南方向，其行政中心特罗姆瑟是北挪威最大，以及薩米地區第二大的城市。
以上兩郡於2020年1月1日合併爲特羅姆斯-芬馬克郡。
挪威境內的其他薩米地區還有諾爾蘭郡、北特倫德拉格郡以及部分南特倫德拉格郡。

### 瑞典
瑞典有五個省全部或部分位於薩米地區，分別有拉普蘭省、西諾爾蘭省、耶姆特蘭省、西博滕省以及北博滕省。

### 芬蘭
芬蘭北部的拉普蘭區是該國的主要薩米地區。該區北部埃农泰基厄、乌茨约基、伊纳里三个市镇全境和索丹屈莱市镇北部的拉普兰驯鹿放养合作社的区域構成萨米原住民地区。

### 俄羅斯
俄羅斯的薩米地區位於莫曼斯克州內。該州首府莫曼斯克是北極圈，同時亦是薩米地區內最大的城市。

### 薩米地區各地紋章

紋章
特罗姆斯-芬马克郡 (挪威)
諾爾蘭郡 (挪威)
特伦德拉格郡 (挪威)
拉普蘭省 (瑞典)
北博滕省 (瑞典)
西博滕省 (瑞典)
耶姆特蘭省 (瑞典)
海里耶達倫 (瑞典)
拉普蘭區 (芬蘭)
莫曼斯克州 (俄羅斯)

## 體育
从1985年开始，萨米地区组建的足球队每隔一定时间会与因故无法加入国际足联（FIFA）的地区足球队进行比赛。